# Żary (województwo małopolskie)
Żary – wieś w Polsce położona w województwie małopolskim, w powiecie krakowskim, w gminie Krzeszowice.
W 1528 r. Żary były w posiadaniu Seweryna Bonera, później Katarzyny Tęczyńskiej-Bonerowej i jej drugiego męża Stanisława Barziego. W 1543 powstał tutejszy folwark. W latach 1975–1998 miejscowość należała administracyjnie do województwa krakowskiego.
W centrum wsi położony jest Staw Żarski.

## Turystyka
Wieś położona jest przy Czyżowej Górze i lesie Pisarskim na Wyżynie Krakowsko-Częstochowskiej w atrakcyjnym turystycznie rejonie Parku Krajobrazowego Dolinki Krakowskie, pomiędzy Doliną Racławki a Doliną Szklarki. W obydwu tych dolinach znajdują się rezerwaty przyrody (rezerwat przyrody Dolina Racławki i rezerwat przyrody Dolina Szklarki, liczne ostańce skalne, jaskinie, np. Jaskinia Żarska, Jaskinia Żarska Górna czy Jaskinia bez Nazwy. Przebiegające przez miejscowość szlaki turystyki pieszej i rowerowej umożliwiają zwiedzanie również innych dolin tego parku krajobrazowego.

### Szlaki turystyczne
Szlak Dolinek Jurajskich. Szlak prowadzi przez: Krzeszowice, Dolinę Eliaszówki, klasztor w Czernej, Dębnik, Dolinę Racławki, Paczółtowice, Żary, Szklary, fragment Doliny Będkowskiej, Dolinę Kobylańską, zabytkowy dwór z 3 ćw. XVIII w. w Karniowicach, Dolinie Bolechowickiej, Zelków, Wierzchowie, koło Jaskini Mamutowej i Jaskini Wierzchowskiej Górnej, Murowni, następnie przez Ojcowski Park Narodowy (węzeł szlaków), potem przez Dolinę Sąspowską, Sąspów, Kalinów, Maczugę Herkulesa, a szlak kończy swój bieg przy zamku Pieskowa Skała.

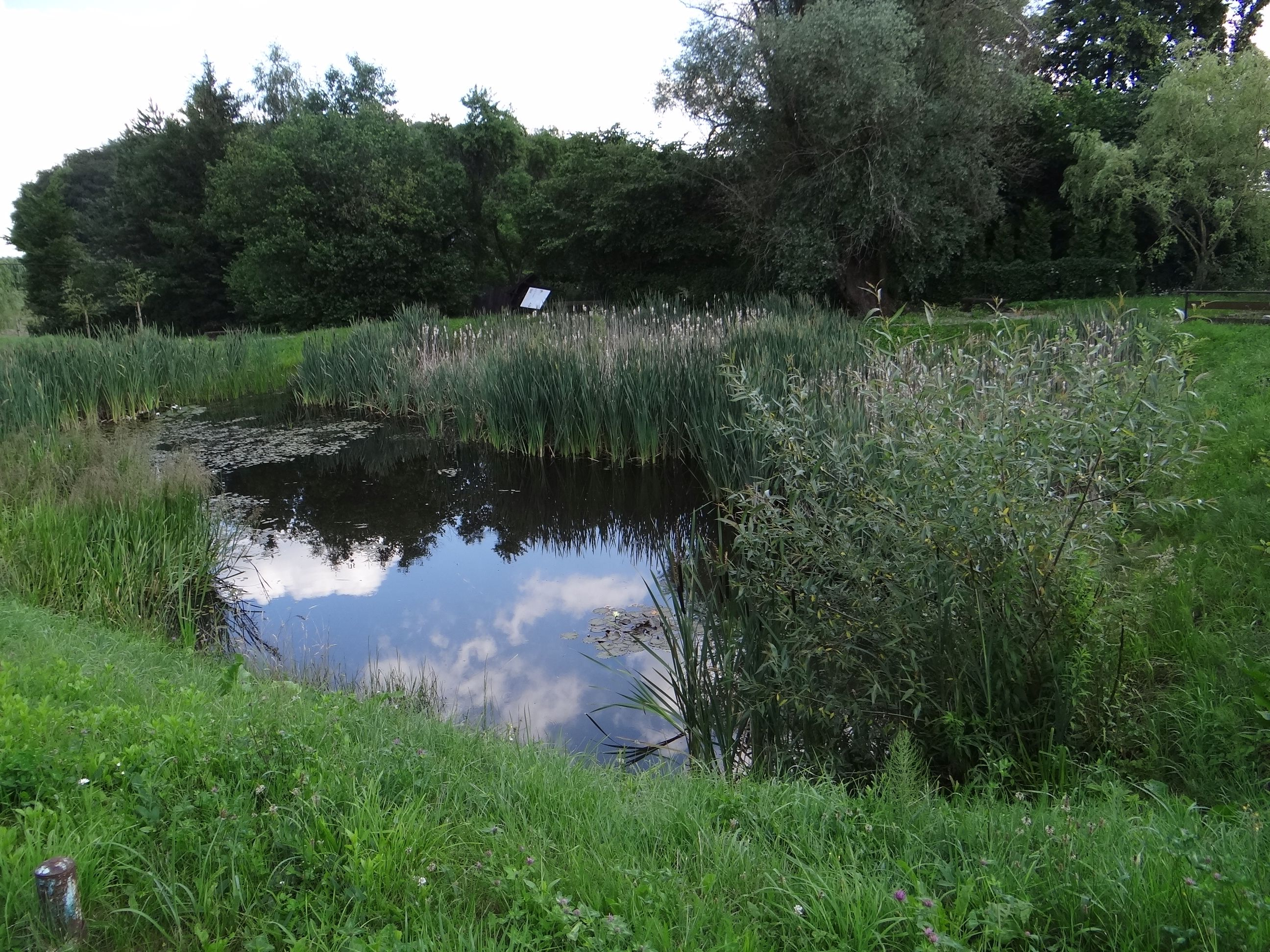
Staw Żarski